# Lubrza (Opole)
Pour les articles homonymes, voir Lubrza.
Lubrza (prononciation : [ˈlubʐa]) est un village polonais de la gmina de Lubrza dans le powiat de Prudnik de la voïvodie de Opole dans l'ouest de la Pologne.
Le village est le siège administratif (chef-lieu) de la gmina appelée Lubrza.
Il se situe à environ 5 kilomètres de Prudnik (siège du powiat) et 53 kilomètres au de Opole (capitale de la voïvodie).
Le nom allemand du village était Leuber.

## Histoire
De 1743 à 1945, Leuber fait partie de l'arrondissement de Neustadt-en-Haute-Silésie dans la district d'Oppeln au sein de la province de Silésie.